# Măstăcani
Măstăcani é uma comuna romena localizada no distrito de Galaţi, na região de Moldávia. A comuna possui uma área de 65.05 km² e sua população era de 5148 habitantes segundo o censo de 2007.